# Mosteiro de Horezu
O Mosteiro de Horezu (em romeno Mănăstirea Horezu), de culto ortodoxo, foi construído entre os anos 1690 e 1693 pelo príncipe valaco Constantin Brâncoveanu na povoação de Horezu (Vâlcea, na Romênia). Está considerado uma obra prima do "estilo Brâncovano".
Destaca pelo equilíbrio e pureza de suas linhas arquitetônicas, a riqueza dos detalhes esculpidos, o tratamento das composições religiosas e suas pinturas, tanto os retratos votivos como a profusa decoração.
No século XVIII foi fundada no local uma escola de pintores de murais e ícones que teve grande fama no sudeste europeu.
A biblioteca conserva destacadas edições do século XVI de autores clássicos.
Em 1993 a UNESCO declarou-o Patrimônio da Humanidade.

## Ligações Externas
- UNESCO World Heritage List - Horezu entry
- Horezu Monastery at Romanian-monasteries.go.ro